# Az Oregoni Egyetem tanársegédeinek szakszervezete
Az Oregoni Egyetem tanársegédeinek szakszervezete (angolul: Graduate Teaching Fellows Federation, korábban Graduate Student Employees Association) 1976-ban jött létre, ezzel az Amerikai Egyesült Államok egyik legrégebbi hallgatói szakszervezete. Létrejöttét az intézmény ellenezte, mert szerintük a tanársegédek nem közalkalmazottak, hanem „elsődlegesen hallgatók, akik tanulmányaik mellett az ösztöndíjakhoz hasonló pénzügyi támogatást kapnak”. Az állami munkaügyi hivatal szerint azonban a hallgatóknak joga van szakszervezetbe tömörülni.
A szervezet először 1977-ben próbált megegyezni az egyetemmel, azonban 1978-ban a tárgyalások megakadtak, és csak két sztrájkszavazást követően folytatódtak. 1989-ben kiharcolták az egészségbiztosításukat, amelyet 1993-tól az országban egyedülállóan 100%-ban munkáltatójuk finanszíroz.

## 2013-as kollektív szerződések
A 2013 novemberében kezdődő, ezerötszáz főt érintő tárgyalások 2014-ben holtpontra jutottak. 2014. december 2-án, egy héttel a záróvizsgák előtt a tanársegédek magasabb béreket és fizetett betegszabadságot követelve sztrájkba kezdtek. A tanársegédek tartják az alapképzési kurzusok egyharmadát, és az összes kurzus 18%-át; a sztrájk a záróvizsgákat is érintette. A munkabeszüntetés nyolc hétig tartott; a megoldásról 22 órán át tárgyaltak.

## Fordítás
- Ez a szócikk részben vagy egészben  az   University of Oregon Graduate Teaching Fellows Federation című angol Wikipédia-szócikk ezen változatának fordításán alapul.  Az eredeti cikk szerkesztőit annak laptörténete sorolja fel. Ez a jelzés csupán a megfogalmazás eredetét és a szerzői jogokat jelzi, nem szolgál a cikkben szereplő információk forrásmegjelöléseként.